# グレイモン
グレイモンはデジタルモンスターシリーズに登場する架空の生命体・デジタルモンスターの一種。

## 概要
初代デジタルモンスターシリーズVer.1から登場。その他、ペンデュラム5、同ZERO、プログレス1.0、アクセル、ミニなど登場作は多い。「○○グレイモン」と名のつく亜種・関連種が大量に存在する。
頭部の皮膚が茶色く殻のように硬質化し、兜のようになったオレンジ色のティラノサウルスのような姿をした二足歩行の恐竜型デジモン。鼻先に一本、こめかみに左右合計二本生えている特徴的な形状の角は、個体によってある程度シルエットは変わっているが多くの進化系・関連種に受け継がれている。
必殺技は口から吐き出す高熱の火炎弾「メガフレイム」。
名前の由来は一般的には英単語「great」から。また、設定上は恐竜型だが具体的にどの恐竜をモデルにしているのかは不明である。

## 種族としてのグレイモン

### 基本データ
- 世代/成熟期
- タイプ/恐竜型
- 属性/ワクチン
- 必殺技/メガフレイム
- 得意技/グレートアントラー、グレイトゥース、ファイアウォール、ホーンインパルス
- 勢力/ネイチャースピリッツ・ウイルスバスターズ・メタルエンパイア

必殺技は口から吐き出す火炎弾「メガフレイム」。
クロスウォーズ版登場後は区別のため「グレイモンL（レジェンド）」の別名がつけられている。

### X抗体版
- 世代/成熟期
- タイプ/恐竜型
- 属性/ワクチン
- 必殺技/メガフレイム、メガバースト

角の数が増え、腹部がやや白くなるなど外見上の変化がある。デザインはNaoyaによるもの。その攻撃性はより一層増しており、恐竜型の中では比較的体格は小さいながらも肉食恐竜としての獰猛性を遺憾なく発揮し、戦いに勝利するごとに己の力を高めていく。必殺技「メガバースト」は、メガフレイムを口内で極限まで威力を高めて放つ技である。
2020年5月22日にデジモンウェブのデジモン図鑑に追加され、詳細設定が判明した。

### ウィルス種
- 世代/成熟期
- タイプ/恐竜型
- 属性/ウィルス
- 必殺技/メガフレイム

硬質化した部分が黒くなり体の色がVer.1のメタルグレイモンのように青くなったウィルス種版グレイモン。凶暴性が増しているが、決して知能が低いわけでも協調性がないわけでもなく、仲間とのチームプレイも行える。作品によっては防具を装着している個体がいる。
デジモンウェブのデジモン図鑑では「グレイモン（青）」と表記されている。

### クロスウォーズ版
- 世代/成熟期（クロスウォーズ）
- タイプ/恐竜型
- 属性/ウィルス種
- 必殺技/メガフレイム
- 得意技/ブラスターテイル、ホーンストライク

体色はウィルス種のグレイモンよりも濃い青で従来のグレイモンとはデザインが微妙に変わっており、頭部の装甲がより金属質に、体型も直立姿勢からティラノサウルスのような前傾姿勢となり、尻尾には刃が装備されている。性格は非常に凶暴で、同族であっても敵対する相手を倒すまで攻撃の手を緩めないほどの残忍性を持つ。
2010年7月23日にデジモンウェブのデジモン図鑑に追加され、詳細設定が判明し、さらに2020年10月2日に世代・属性が判明した。

### ウィルス種X抗体版
- 世代/成熟期
- タイプ/恐竜型
- 属性/ワクチン
- 必殺技/メガバースト、ブレイダーテイル

攻撃性が増すとともに頭脳は明敏となり敵の隙や急所を見極めて戦いを有利に進める。勝利を確信すれば抑えていた肉食恐竜らしい凶暴性を一気に解放し畳みかけていく。必殺技の「メガフレイム」は爆発的な威力を持った「メガバースト」となり、さらに尻尾の先で敵を切り裂く「ブレイダーテイル」を身に付けた。
2022年9月2日にデジモンウェブのデジモン図鑑に追加され、詳細設定が判明した。ここでは「グレイモン（青）（X抗体）」と表記されている。

### 亜種・関連種・その他
いくつかのデジモンの設定には『グレイモン系』という語が登場している。グレイモンの初登場作である初代携帯機版にも既にメタルグレイモンが登場しておりその他『○○グレイモン』という名前のデジモンは多い。
- メタルグレイモン
- スカルグレイモン
- ウォーグレイモン
- ブリッツグレイモン
- ジオグレイモン
- ライズグレイモン
- シャイングレイモン
- カオスグレイモン
- エンシェントグレイモン
- カイゼルグレイモン
- ガイオウモン
- ビクトリーグレイモン
- キメラモン
- デッカーグレイモン
- ランページグレイモン
- ジークグレイモン
- シャウトモンDX
- シャウトモンX7
- シャウトモンEX6

## 登場人物としてのグレイモン
- デジモンアドベンチャーVテイマー01
  - 第一話に登場し、ゼロと対戦した。
  - ホーリーエンジェル城のアグモンの一匹が進化。ケンタルモン・メラモンとともに行動していた。
- デジモンネクスト - 主人公ツルギのパートナー。ナイト&ペックモンのコンビに敗れアグモンへと退化した。
- デジモンアドベンチャー - 太一のパートナーのアグモンの成熟期。エテモンに操られて太一のパートナー・アグモンと対戦した個体があり、同族対決（タケルは偽者と呼んでいた）となった。太一の無理な食事のせいで動きが鈍くなっていた太一のグレイモンを追いつめるが、太一の間違った勇気で暗黒進化したスカルグレイモンの必殺技グラウンド・ゼロを受け消滅する。

- デジモンクロスウォーズ - 主人公・工藤タイキのライバル・蒼沼キリハの使役するブルーフレア所属のデジモンの一体として登場。声優は草尾毅。